# Jamena
Jamena (srbsky Јамена) je vesnice v západní části Srbska, administrativně spadající pod opštinu Šid. Vesnice se nachází v bezprostřední blízkosti hranice Srbska s Chorvatskem a na břehu řeky Sávy.
Z národnostního hlediska je obyvatelstvo v drtivé většině srbské národnosti (cca 93 %). Druhou národnostní skupinou zde zastoupenou jsou Chorvati. Počet obyvatel vsi dlouhodobě a setrvale klesá. Místní kostel je zasvěcen svatému Jiří.
Vesnice se proslavila v roce 1937, kdy zde měla být nalezena mamutí lebka. V roce 1943 za druhé světové války byla vesnice vypálena chorvatskými fašisty. Po válce a rozhraničení mezi Srbskem a Chorvatskem se ocitlo na hranici mezi třemi republikami. Od roku 1991 je i na hranici státní. V roce 2014 byla Jamena zasažena rozsáhlými povodněmi. Následně byla ves obnovena.
Do obce vede jen jediná silnice ze Srbska, a to regionálního významu. Nachází se zde také přívoz přes řeku Sávu do Bosny a Hercegoviny, který je mezinárodní a jehož součástí je i hraniční přechod.
Ve vesnici se odehrává divadelní hra s názvem Jami distrikt.